# Distretto di Janjaillo
Il distretto di  Janjaillo è uno dei trentaquattro distretti della provincia di Jauja, in Perù. Si trova nella regione di Junín e si estende su una superficie di  31,57 chilometri quadrati.